# Улица Евгения Харченко
Улица Евгения Харченко (укр. Вулиця Євгенія Харченка) — улица в Дарницком районе города Киева, исторически сложившаяся местность Бортничи. Пролегает от перекрёстка улиц Светлая и Лесная до перекрёстка улиц Переяславская, Ивана Богуна и Автотранспортная.
Примыкает Геофизиков, Ивана Дяченко, Кирилла Осьмака, Нижний Вал, Медоносная, Трипольская, Февральская, Нектарная, Дружбы.

## История
Улица возникла в начале 20 века. После октября 1917 года получила название улица Ленина — в честь российского революционера, советского политического и государственного деятеля Владимира Ильича Ленина.
Кроме того в Киеве было (ныне переименованы) несколько улиц Ленина в бывших сёлах или посёлках, вошедших в состав города — в Жулянах (улица Сергея Колоса) и Троещине (Радосинская улица).
19 февраля 2016 года улица получила современное название — в честь украинского военнослужащего, уроженца Киева и жителя Бортничей Евгения Борисовича Харченко, согласно Решению исполнительного комитета Киевского городского Совета депутатов трудящихся № 125/1 «Про переименование бульвара, улиц, площади и переулков в городе Киеве» («Про перейменування бульвару, вулиць, площі та провулків у місті Києві»). 

## Застройка
Является основной улицей исторической местности Бортничи. Улица пролегает в юго-западном направлении, после примыкания улицы Геофизиков под улицей в подземном коллекторе протекает река Прорва, далее после примыкания улицы Ива Дяченко, сделав крутой поворот, пролегает на юго-восток. 
Парная и непарная стороны улицы заняты чередующейся малоэтажной и многоэтажной жилой, усадебной застройкой, территориями промышленных предприятий («Укравтозапчасть»). 
Учреждения:
1. дом № 39 — школа искусств № 9
2. дом № 49 — детсад № 792
3. дом № 53 — школа № 305
4. дом № 20 — детсад № 790
5. дом № 23Б — школа № 280